# نظام شكلي
يتم تعريف النظام الشكلي بشكل واسع النطاق على أنه أي نظام تفكير تجريدي قائم على نموذج رياضيات. ويتم في الغالب النظر إلى أصول إقليدس على أنها أول نظام شكلي وعلى أنها تعرض سمات النظام الشكلي. وتعد القضية الشرطية للنظام من خلال الأساس المنطقي له هي ما تميز النظام الشكلي عن غيره مما يمكن أن تكون قد أصبحت أسسًا في نموذج تجريدي. وفي الغالب، يكون النظام الشكلي أساسًا لنظرية أكبر أو مجال أكبر ويمكن التعرف عليه من خلالهما (على سبيل المثال هندسة إقليدس) بما يتوافق مع الاستخدام في الرياضيات الحديثة مثل نظرية النموذج. ويجب أن يكون النظام الشكلي رياضيًا، وبالتالي، فإن كتاب علم الأخلاق لسبينوزا على سبيل المثال يقلد شكل أصول إقليدس.
وكل نظام شكلي له لغة شكلية، تتكون من خلال رموز بدائية. وتعمل هذه الرموز على أساس قواعد تكوين محددة ويتم تطويرها من خلال الاستدلال من مجموعة من البديهيات. وبالتالي، يتكون النظام من مجموعة من الصيغ التي يتم بناؤها من خلال مجموعات نهائية من الرموز البدائية، والتي تكون عبارة عن مجموعة يتم تشكيلها من البديهيات بما يتوافق مع القواعد المحددة.
وتتكون الأنظمة الشكلية في الرياضيات من العناصر التالية:
1. مجموعة متناهية من الرموز (أي الأبجدية)، والتي يمكن استخدامها من أجل وضع الصيغ (أي السلاسل النهائية من الرموز).
2. قواعد لغة، تحدد كيفية تكوين الصيغ جيدة التكوين (اختصارًا wff) من الرموز الموجودة في الأبجدية. ويكون من الضروري غالبًا أن يكون هناك إجراء لاتخاذ القرارات لتحديد ما إذا كانت الصيغة جيدة التكوين أم لا.
3. مجموعة من البديهيات أو مخطط البديهيات: يجب أن تكون كل بديهية عبارة عن صيغة جيدة التكوين.
4. مجموعة من قواعد الاستدلال.

يقال إن النظام الشكلي يكون متميزًا بالاستدعاء الذاتي (أي الفاعلية) إذا كانت مجموعة البديهيات ومجموعة قواعد الاستدلال عبارة عن مجموعات يمكن تقريرها أو مجموعات شبه محددة، حسب السياق.
وتستخدم بعض النظريات المصطلح الشكلية كمرادف تقريبي للنظام الشكلي، إلا أن المصطلح يستخدم كذلك للإشارة إلى نمط محدد للمصطلحات، على سبيل المثال رمز براكيت لبول ديراك.

## موضوعات ذات صلة

### النظام المنطقي
النظام المنطقي، أو اختصارًا، المنطق، عبارة عن نظام شكلي بالإضافة إلى شكل من أشكال الدلالات، الذي غالبًا ما يكون في شكل تفسير نظرية نموذج، والذي يستخدم لتعيين قيم الحقيقة على جمل من اللغة الشكلية، أي صيغ لا تحتوي على المتغيرات الحرة. ويكون المنطق سليمًا إذا كانت كل الجمل التي يمكن اشتقاقها صحيحة في التفسير، ومكتملاً إذا كان، في المقابل، يمكن اشتقاق كل الجمل الصحيحة.

### البراهين الفلسفية
البراهين الفلسفية عبارة عن تسلسل للجمل. ولكي تصبح الجملة جزءًا من برهان، يمكن أن تكون بديهية أو أن تكون ناتجة عن لتطبيق قاعدة استدلالية على الصيغ جيدة التكوين في تسلسل البراهين. وتعتبر آخر صيغة جيدة التكوين في التسلسل على أنها نظرية.
غالبًا ما يطلق على وجهة النظر التي تقول بأن إنشاء البراهين الفلسفية في الرياضيات اسم الشكلية. وقد أسس ديفيد هيلبرت الرياضيات كنظام لمناقشة الأنظمة الشكلية. وأي لغة يستخدمها الفرد للحديث عن نظام شكلي يطلق عليها اسم لغة معرفة. ويمكن أن تكون لغة المعرفة أي شيء أكثر من اللغة العادية الطبيعية، أو يمكن أن تكون شكلية بشكل جزئي في حد ذاتها، إلا أنها أقل شكلية من مكون اللغة الشكلية للنظام الشكلي الذي يتم فحصه، ويطلق عليها حينها اسم لغة الهدف، أي هدف المناقشة المشار إليه.
وبمجرد تحديد نظام شكلي، يمكن أن يقوم شخص ما بتعريف مجموعة النظريات التي يمكن إثباتها داخل النظام الشكلي. وتتكون هذه المجموعة من كل الصيغ جيدة التكوين التي يوجد لها إثبات. وبالتالي، يتم اعتبار كل البديهيات على أنها نظريات. وبخلاف قواعد لغة الصيغ جيدة التكوين، لا يوجد دليل أنه توجد إجراء التحديد لتقرير ما إذا كانت الصيغ جيدة التكوين تمثل نظرية أم لا. يجب ألا يتم خلط مفهوم النظرية الذي تم تعريفه للتو مع النظريات المتعلقة بالنظام الشكلي، والتي يطلق عليها، من أجل تجنب الارتباك، اسم النظريات الفوقية.